# Zračna luka Kiš
Zračna luka Kiš (IATA kod: KIH, ICAO kod: OIBK) smještena na otoku Kiš u južnom dijelu Irana odnosno pokrajini Hormuzgan. Nalazi se na nadmorskoj visini od 31 m. Zračna luka ima jednu asfaltiranu uzletno-sletnu stazu dužine 3659 m, a koristi se za tuzemne i inozemne letove. Promet u ovoj zračnoj luci broji se u stotinama tisuća putnika s obzirom na to da je otok Kiš najpopularnije iransko ljetovalište. U zračnoj luci djeluje 13 iranskih zračnih prijevoznika.

## Vanjske poveznice
- (perz.)(engl.) Službene stranice Zračne luke Kiš  Arhivirana inačica izvorne stranice od 27. veljače 2012. (Wayback Machine)
- (engl.) DAFIF, World Aero Data: OIBK  Arhivirana inačica izvorne stranice od 4. ožujka 2016. (Wayback Machine)
- (engl.) DAFIF, Great Circle Mapper: KIH